# Hohenpolding

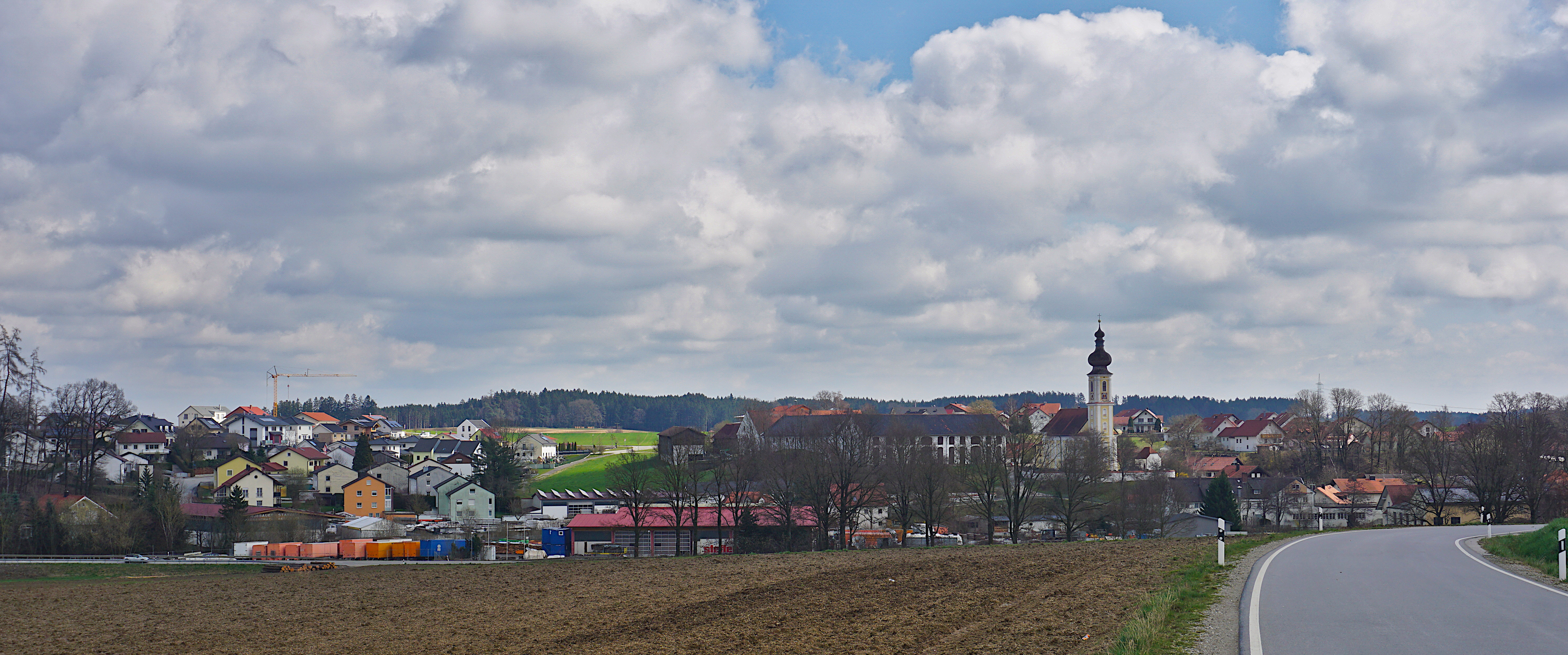
Ortsansicht von Hohenpolding

Hohenpolding ist eine Gemeinde im Landkreis Erding (Regierungsbezirk Oberbayern).

## Geografie
Der Ort liegt im wald- und hügelreichen Erdinger Holzland zwischen Landshut (18 km) und Dorfen (14 km) sowie 23 km nordöstlich der Kreisstadt Erding und 25 km westlich von Vilsbiburg. Die nördliche Gemeindegrenze bildet die Grenze zwischen Oberbayern und Niederbayern.
Im Westen führt die Bundesstraße 15 am Ort vorbei, zum Flughafen München sind es etwa 35 km. 

### Gemeindegliederung
Es gibt die Gemarkungen Hohenpolding und Sulding und 57 Gemeindeteile:
- Amelgering
- Berghof
- Brandstätt
- Buchöd
- Bürg
- Dickarting
- Diemating
- Eben
- Erdmannsdorf
- Fuchsöd
- Großaign
- Großstockach
- Gurnhub
- Harland
- Harting
- Helding
- Hilg
- Hof
- Hofstätt
- Hohenpolding
- Holzmann
- Holzner
- Hut
- Karbaum
- Kleinaign
- Kleinstadl
- Klesham
- Krumbach
- Loiting
- Maierhof
- Marxgrub
- Penk
- Penning
- Pfauhub
- Pilstl
- Quick
- Ramperting
- Rechlfing
- Reinting
- Reit
- Reitgarten
- Resenöd
- Schachten
- Schachtner
- Schwarzenberg
- Sinzing
- Starzell
- Steckenbühl
- Sulding
- Teufelsöd
- Umkehr
- Voglstädt
- Waltersberg
- Wastlöd
- Wimm
- Wimmberg
- Zeil

## Geschichte
Der Ort wurde im Jahr 998 unter seinem lateinischen Namen alto baldingaem, der sich vermutlich aus dem Namen eines dort ansässigen Baldo oder Paldo entwickelte, erstmals urkundlich erwähnt. Meist wurde der Ort seither als Palding, Polling oder Polding erwähnt, erst 1488 taucht die Form Hohenpolding auf, der sich in den kommenden Jahrhunderten durchsetzt. Im Jahr 1553 gehörte die Obmannschaft Hohenpolding zum Amt Lindgraß und umfasste die Orte Hohenpolding, Voglstädt, Harting, Reinting, Klesham, Teufelsöd, Stockach, Erdmannsdorf, Schachten, Reit, Rechlfing und Wimm.
1870 wurde die amtliche Schreibung von Hohenpolting ins heutige Hohenpolding geändert. Im Zuge der Gebietsreform in Bayern wurde am 1. Januar 1972 die Gemeinde Sulding nach Hohenpolding eingemeindet. Seit 1978 bildet Hohenpolding zusammen mit den Gemeinden Inning a.Holz, Kirchberg und Steinkirchen die Verwaltungsgemeinschaft Steinkirchen.

### Einwohnerentwicklung
Die offiziellen Einwohnerzahlen der Gemeinde Hohenpolding betrugen zwischen 1875 und 1970:
| Jahr | Einwohner |
| ---- | --------- |
| 1875 | 540       |
| 1890 | 593       |
| 1925 | 559       |

| Jahr | Einwohner |
| ---- | --------- |
| 1946 | 0720      |
| 1960 | 1130      |
| 1970 | 1117      |

Die zwischen dem 19. und frühen 20. Jahrhundert zur Nachkriegszeit stark verschiedenen Einwohnerzahlen sind jedoch durch den unterschiedlichen geographischen Schnitt der Gemeinde bedingt. Legt man zum Vergleich jeweils den Gebietsstand von 1987 zugrunde, veränderte sich die Einwohnerzahl zwischen 1840 und 2000 nur wenig, mit Ausnahme eines kurzfristigen Anstiegs unmittelbar nach dem Zweiten Weltkrieg. Erst zu Beginn des 21. Jahrhunderts wuchs die Gemeinde dann stark, zwischen 2000 und 2024 um 32,43 %.
| Jahr | Einwohner |
| ---- | --------- |
| 1840 | 1014      |
| 1871 | 1208      |
| 1900 | 1259      |
| 1925 | 1255      |
| 1939 | 1165      |
| 1950 | 1505      |
| 1961 | 1146      |
| 1970 | 1128      |
| 1987 | 1084      |

| Jahr | Einwohner |
| ---- | --------- |
| 1990 | 1127      |
| 1995 | 1167      |
| 2000 | 1249      |
| 2005 | 1452      |
| 2006 | 1463      |
| 2007 | 1497      |
| 2008 | 1483      |
| 2009 | 1482      |
| 2010 | 1476      |

| Jahr | Einwohner |
| ---- | --------- |
| 2011 | 1433      |
| 2012 | 1427      |
| 2013 | 1414      |
| 2014 | 1469      |
| 2015 | 1510      |
| 2016 | 1562      |
| 2024 | 1654      |

### Wirtschaft
Bestanden im Jahr 1999 noch 89 landwirtschaftliche Betriebe, ging deren Zahl bis 2020 auf 62 zurück. Der Rückgang betraf vor allem kleinere bis mittlere Betriebe, während die Zahl besonders großer Betriebe sukzessive stieg.
| Betriebsgröße in ha | Anzahl der Betriebe | Anzahl der Betriebe | Anzahl der Betriebe |      |
| Betriebsgröße in ha | 1999                | 2010                | 2016                | 2020 |
| ------------------- | ------------------- | ------------------- | ------------------- | ---- |
| unter 5             | 11                  | -                   | -                   | 1    |
| 5 bis unter 10      | 13                  | 8                   | 8                   | 8    |
| 10 bis unter 20     | 15                  | 10                  | 9                   | 9    |
| 20 bis unter 50     | 36                  | 28                  | 24                  | 19   |
| 50 oder mehr        | 14                  | 19                  | 22                  | 25   |
| Gesamt              | 89                  | 65                  | 63                  | 62   |

## Politik und Öffentliche Verwaltung
Seit der Gemeinderatswahl 2020 besteht der Gemeinderat aus zwölf Mitgliedern, die alle über eine gemeinsame Liste der CSU und der Freien Wählerschaft gewählt wurden. Erster Bürgermeister ist seit Mai 2020 Alfons Beilhack.

### Wappen
| Wappen von Hohenpolding | Blasonierung: „Über silbernem Schildfuß, darin zwei grüne Seeblätter an gekreuzten Stielen, in Blau nebeneinander eine silberne heraldische Lilie mit einer goldenen Krone anstelle des Bundes und ein silbernes Kreuz, dessen senkrechter Balken von einer goldenen Krone überdeckt wird“ |
| Wappen von Hohenpolding | Wappenbegründung: Das Wappen erinnert in der Kombination der Bilder an die Zusammenlegung der früher selbstständigen Gemeinden Sulding und Hohenpolding zur neuen Gemeinde Hohenpolding im Jahr 1972. Lilie und Krone sind Mariensymbole und verweisen auf die wohl schon im 8. Jahrhundert gegründete Kirche Mariä Heimsuchung in Hohenpolding. Das Kreuz mit Krone versinnbildlicht das Patrozinium Kreuzerhöhung St. Helena der Kirche von Sulding. Die zwei Seeblätter im Schildfuß geben das Wappen des Klosters Frauenchiemsee wieder, das bis zur Säkularisation 1803 als Grundherrschaft im Gemeindegebiet von Bedeutung war. Die grüne Tingierung unterstreicht die vorwiegend landwirtschaftliche Struktur der Gemeinde. Dieses Wappen wird seit 1983 geführt. |

Neben dem Wappen führt die Gemeinde eine Flagge mit den Farben Weiß-Grün-Gelb.

## Kultur und Sehenswürdigkeiten

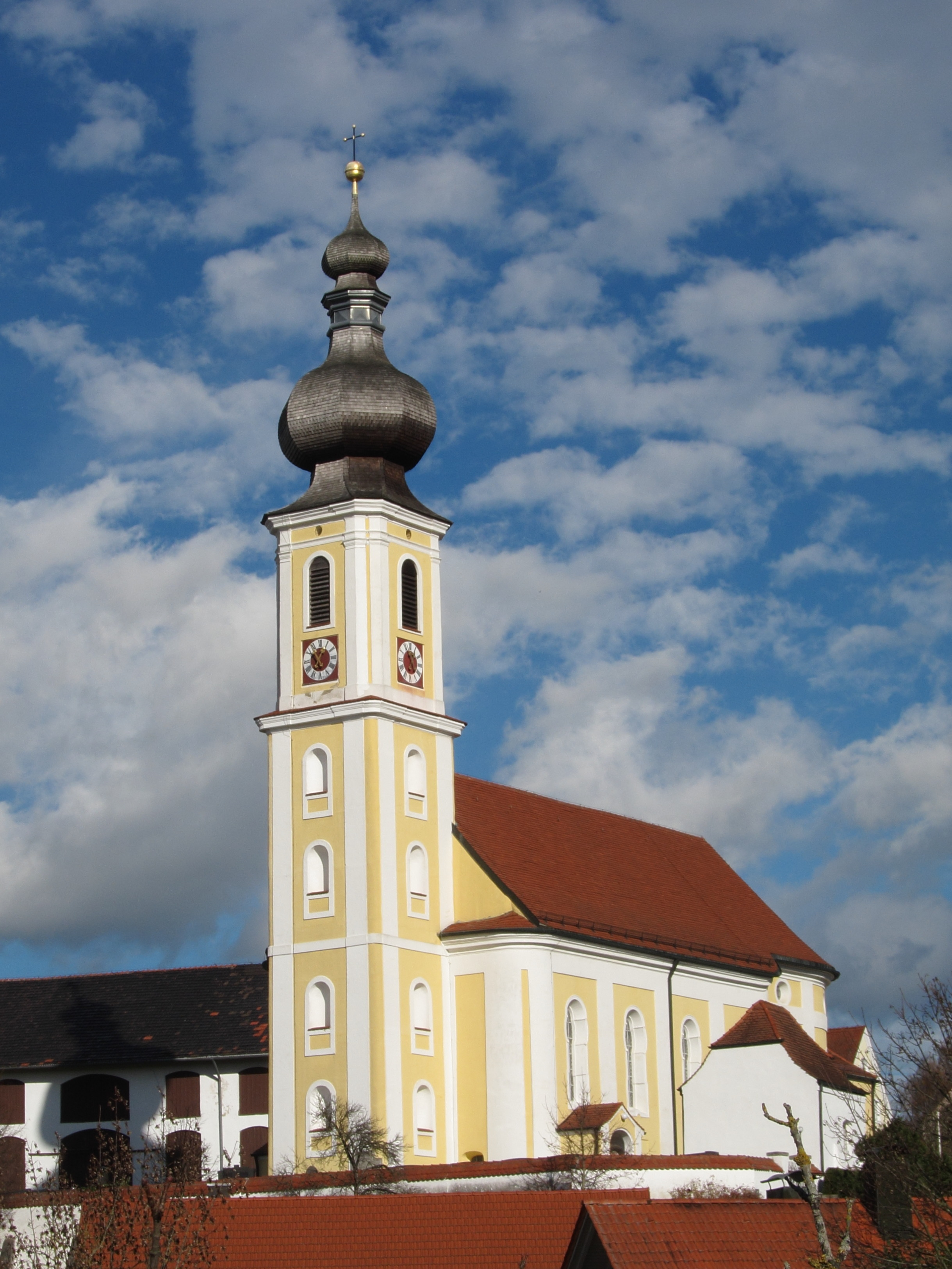
Hohenpolding Mariae Heimsuchung

In Hohenpolding und den dazugehörigen Gemeindeteilen stehen drei Kirchengebäude:
- Pfarrkirche Mariae Heimsuchung in Hohenpolding, erbaut 1752 von Johann Baptist Lethner
- Filialkirche St. Lambertus in Amelgering, erbaut 1756/1757 von Johann Baptist Lethner
- Filialkirche Hl. Kreuzauffindung in Sulding, in ihrer heutigen Form erbaut 1703

Siehe auch:
- Liste der Baudenkmäler in Hohenpolding

- Liste der Bodendenkmäler in Hohenpolding

## Persönlichkeiten

### Söhne und Töchter der Gemeinde
- Joseph Rott (1821–1897), in Loiting geborener Klassischer Philologe und Fachautor
- Korbinian Aigner (1885–1966), Pfarrer und Pomologe
- Martin Bayerstorfer (* 1966), Bürgermeister, Landrat und MdL a. D.

### Ehrenbürger
- Josef Lechner, Landwirt
- Georg Lechner, Schmied
- Hermann Oberwallner, Bürgermeister
- Ferdinand Diemer, Lehrer
- Johann Sinseder, Pfarrer
- Korbinian Bayerstorfer, Bürgermeister
- Georg Rieder, Landwirt
- Georg Zehentner, Bürgermeister
- Johann Becher, Schulleiter